# Gregory Wayne Ojakangas
| (3489) Lottie | 10 janvier 1983 |
| (3532) Tracie | 10 janvier 1983 |

Gregory Wayne Ojakangas est un astronome américain.

## Biographie
Gregory Wayne Ojakangas a suivi les cours de licence de physique et de géologie en 1982 à l'université du Minnesota et ensuite poursuivi par une maîtrise (Master of Science) de géophysique en 1985 au sein de CalTech. En 1988 il a continué ses études par l'obtention d'un Ph.D. en sciences planétaires.
Il a ensuite déménagé pour l'université Drury (en) à Springfield dans le Missouri, où il est devenu assistant en physique en 1996.
Le Centre des planètes mineures le crédite de la découverte de deux astéroïdes, effectuées en 1983 avec la collaboration de Kenneth Herkenhoff.